# رشته‌کوه بروکس
رشته‌کوه بروکس (انگلیسی: Brooks Range) یک رشته‌کوه در شمال دور آمریکای شمالی است که در طول تقریبی ۱٬۱۰۰ کیلومتر از غرب به شرق در امتداد شمال آلاسکا تا سرزمین یوکان در کانادا کشیده شده‌است. کوه ایستو با بلندای ۲٬۷۳۶ متر، بلندترین نقطه این رشته‌کوه است و سن این کوه‌ها حدود ۱۲۶ میلیون سال برآورد شده‌است.
این کوه‌ها در ایالات متحده به عنوان زیررشته‌ای از کوه‌های راکی به‌شمار می‌روند، در حالی‌که در کانادا رشته‌کوهی مستقل محسوب می‌شود و رود لیارد در استان بریتیش کلمبیا به‌عنوان مرز شمالی کوه‌های راکی شناخته می‌شود.
این رشته‌کوه در سال ۱۹۲۵ توسط هیئت نام‌های جغرافیایی ایالات متحده به نام آلفرد هالس بروکس رئیس سازمان زمین‌شناسی آمریکا در سال‌های ۱۹۰۳ تا ۱۹۲۴ نام‌گذاری شد.